# Fannia
Fannia é um gênero que contêm aproximadamente 288 espécies de moscas. O gênero foi originalmente descrito pelo entomologista francês Jean-Baptiste Robineau-Desvoidy em 1830. Ocorre, predominantemente, no meio rural. Tem importância veterinária, pois pode ser hospedeiro intermediário de Raillietina sp., transmissor de vermes espirurídeos e produz irritação nas aves, provocando perda de peso e postura. Frequentemente, se desenvolve em fezes de aves. O período de ovo a ovo leva 30 dias.
As moscas desse gênero são caracterizadas por apresentarem antena com arista nua, tamanho bem pequeno (4 a 5 mm), pernas pretas, halteres amarelos, aparelho bucal lambedor, abdômen translúcido, M1 paralela e acentuada. As larvas apresentam projeções com espinhos que funcionam como flutuadores que permitem sobreviverem em meio  semi-líquido. 